# Jean-Louis Raduit de Souches
Jean-Louis Raduit de Souches (La Rochelle, 1608. augusztus 16. – Jaispitz (ma Jevišovice), 1682. augusztus 12.) francia nemzetiségű, a Habsburg Birodalom szolgálatában álló császári tábornok.

## Életpályája
Hugenotta családban született, a franciaországi protestánsok székhelyén. A vallásháborúk miatt 1629-ben elhagyta hazáját és beállt a svéd seregbe, amellyel a harmincéves háború németországi frontjain küzdött. A svédeket végül otthagyta, s a császári sereg szolgálatába szegődött. 1645-ben részt vett Brünn védelmében, amit svéd–erdélyi–francia csapatok tartottak ostrom alatt. 1657 és 1660 között ismét a svédek ellen harcolt ezúttal Lengyelországban és Dániában, az északi háborúban.
1663-ban Morvaországból vonult Magyarországra, ahol éppen háború tört ki a törökökkel, de Souches azonban nem azonnal ütközött meg az ellenséggel. Mialatt Zrínyi Miklós délen a Dráva mentén vezette a fő támadási irányt, de Souches a bányavárosok mellől kiindulva folytatott harcot a török ellen.
1664. május 3-án bevette Nyitrát. Május 16-án a felvidéki Zsarnóca mellett, a Garam folyó gázlójánál, a zsarnócai csatában legyőzte Kücsük Mehmed váradi pasa seregét, majd elfoglalta Lévát, végül az esztergomi pasára mért vereséget Garamszentbenedeknél.
A Habsburg–török háború végeztével visszatért Németországba. Az udvar Morvaországban (Jaispitzben) és Csehországban adott neki nagy birtokokat. 1674-ben Hollandiában harcolt a franciák ellen, s részt vett a Spanyol-Németalföldön (a mai Belgium területén) vívott seneffei csatában. Ezután végleg elhagyta a hadsereget.
A morvaországi Jaispitzben hunyt el 1682-ben (ma Jevišovice, Cseh Köztársaság, Znojmói járás). A brünni Szent Jakab-templomban temették el.
Egyik fia, Charles-Louis de Souches (németesen Karl-Ludwig) szintén a Habsburg-haderőben szolgált. Táborszernagyként esett el 1691-ben, a szalánkeméni csatában.
1668-ban Jaispitzben harangot öntetett.

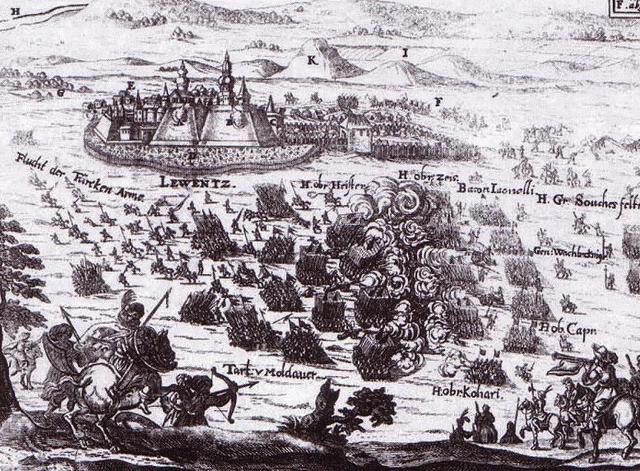
Léva ostroma, 1664-ben
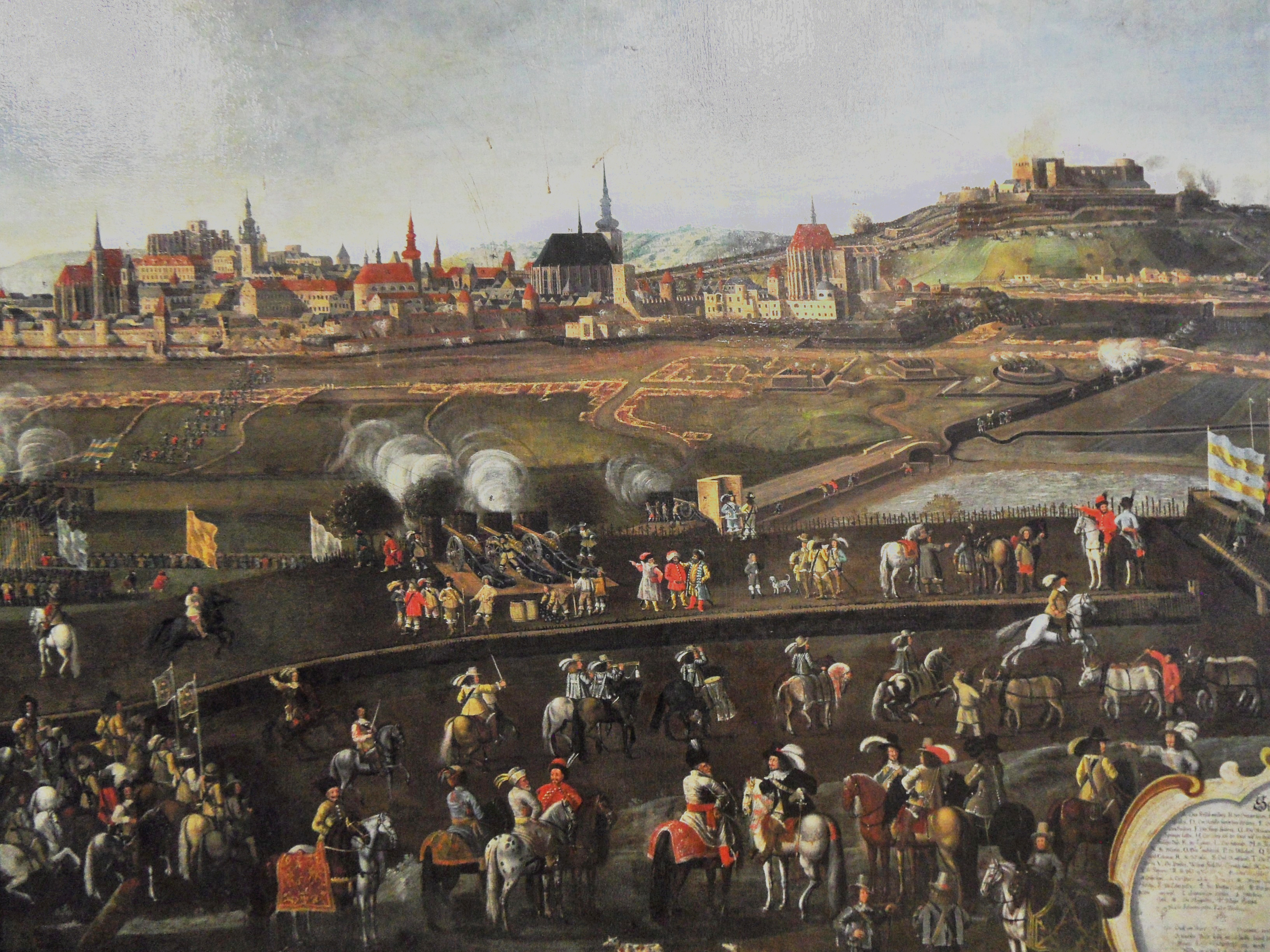
Brünn ostroma, 1645

## Emlékezete

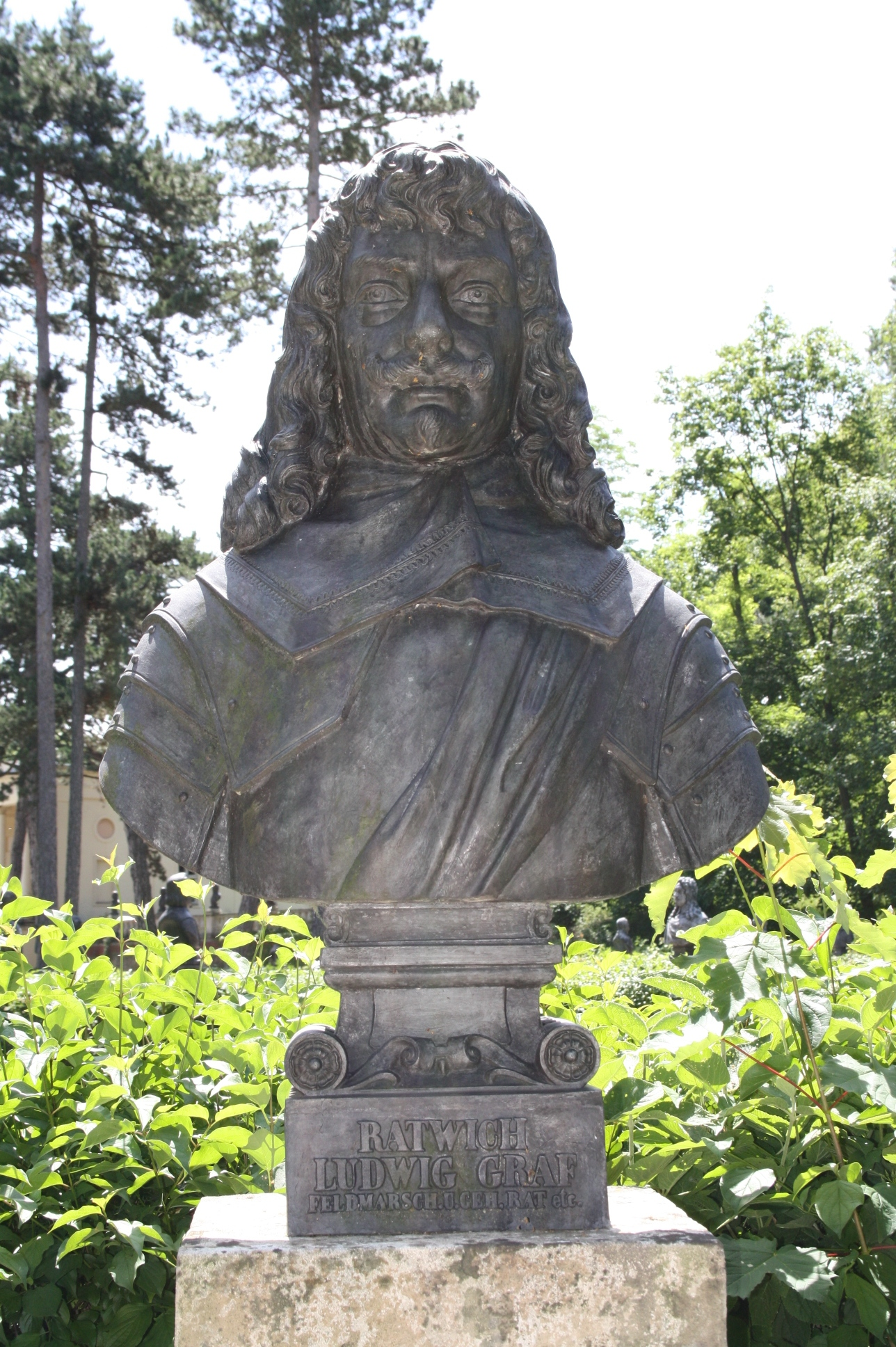
Mellszobra az alsó-ausztriai Heldenberg emlékhelyen
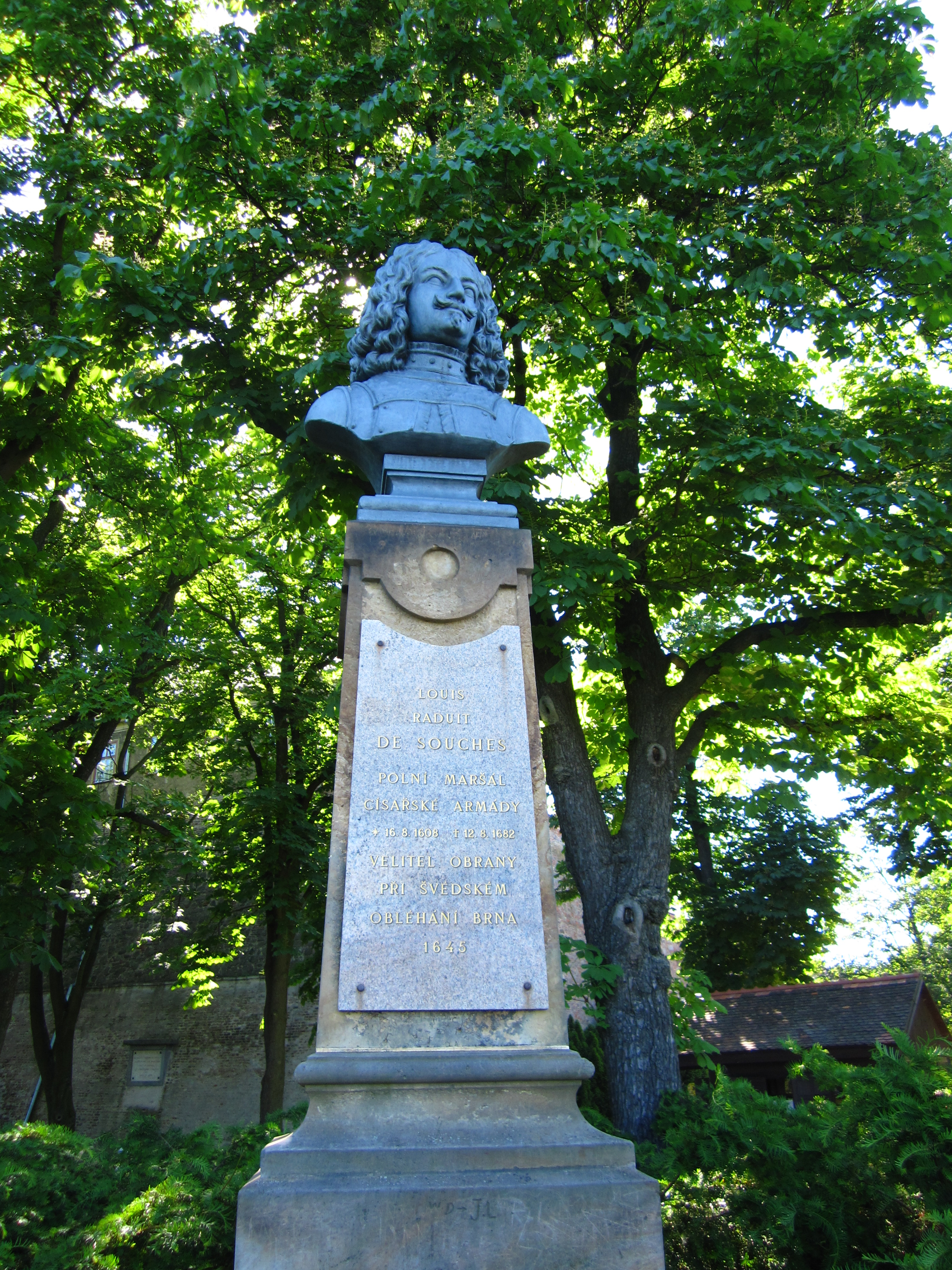
Emlékműve a morvaországi Špilberk várban
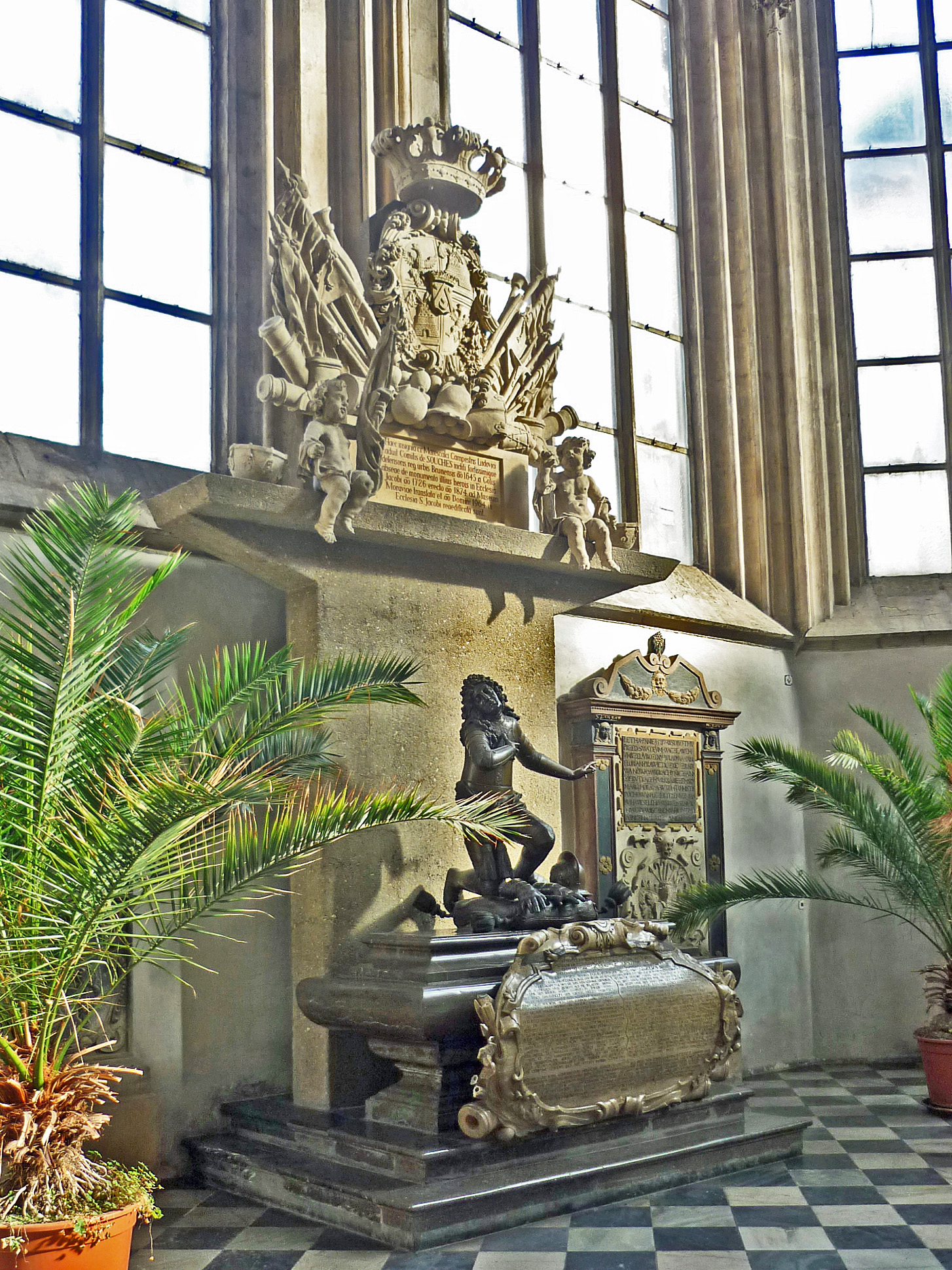
Síremléke a brünni Szent Jakab-templomban

- Mořic (Mauritz) Grimm által készített díszes síremléke a brünni Szent Jakab-templomban található